# Kyle Magennis
Kyle Magennis (* 26. August 1998 in Glasgow) ist ein schottischer Fußballspieler, der beim FC Kilmarnock unter Vertrag steht.

## Karriere

### Verein
Kyle Magennis kam als Fünfjähriger zum FC St. Mirren. Am 29. Oktober 2016 absolvierte der damals 18-Jährige sein erstes Spiel für die Profimannschaft der Saints im Zweitligaspiel gegen Hibernian Edinburgh. In seinem fünften Spiel in der Scottish Championship gelang ihm am 6. Dezember 2016 gegen Queen of the South sein erstes Tor. Noch im gleichen Monat erhielt Magennis eine Vertragsverlängerung über drei Jahre. Nachdem er sich in den folgenden Spielzeiten in den Kader fest gespielt hatte, wurde der Vertrag im Juni 2018 vorzeitig erneut um drei Jahre verlängert. In der Saison 2017/18 stiegen die Saints aus Paisley als Meister in die Scottish Premiership auf. Magennis kam dabei 27-mal zum Einsatz und erzielte zwei Tore. In den folgenden Jahren hielt er mit den „Saints“ die Liga. 
Am 5. Oktober 2020 unterschrieb Magennis einen Fünfjahresvertrag bei Hibernian Edinburgh.

### Nationalmannschaft
Kyle Magennis spielte im Jahr 2017 viermal in der schottischen U-20-Nationalmannschaft. Mit der Mannschaft nahm er am Turnier von Toulon teil, in dem er gegen Tschechien (zweimal), Brasilien und England zum Einsatz kam. Am Ende des Turniers belegten die Schotten den dritten Platz. Am 11. September 2018 gab Magennis sein Debüt in der U-21, bei einem 2:1-Sieg über die Niederländische U-21-Auswahl in Doetinchem.